# Тео Гејган Харт
Тео Гејган Харт (енгл. Tao Geoghegan Hart, 30. март 1995.) британски је професионални бициклиста од 2014. године, који тренутно вози за UCI ворлд тур тим Лидл—трек. Освојио је по једном Ђиро д’Италију и класификацију за најбољег младог возача на Ђиро д’Италији, као и Тур оф Алпс трку.

## Каријера
Каријеру је почео 2014. али је возио трке за јуниоре и возаче до 23 године, за развојни тим Бисел. Године 2015. прешао је на позајмицу у тим Скај као стажер, након чега се вратио у Бисел. Године 2017. потписао је професионални уговор са тимом Скај, а први велики успјех остварио је 2019. када је трку Тур де Алпс завршио на другом мјесту, иза Павела Сивакова. Сезона 2020. била је прекинута због пандемије ковида 19 до августа, а у октобру је возио Ђиро д’Италију, гдје је остварио двије етапне побједе, а након претпоследње, етапе 20, имао је исто вријеме као и Џај Хиндли, који је био лидер због разлике у стотинкама остварене на два хронометра. То је био први пут у историји на некој гранд тур трци да су два возача имала исто вријеме пред последњу етапу. Хронометар је завршио 39 секунди испред Хиндлија и освојио је трку, поставши други британски побједник Ђира након Криса Фрума.
Године 2021. возио је Тур де Франс по први пут, а 2023. је освојио Тур оф Алпс трку. Године 2024. прешао је у Лидл—трек.

## Резултати на тркама

### Резултати на гранд тур тркама
| Гранд тур трке  | 2018. | 2019. | 2020. | 2021. | 2022. | 2023. | 2024. |
| --------------- | ----- | ----- | ----- | ----- | ----- | ----- | ----- |
| Ђиро д’Италија  | —     |       | 1     | —     | —     |       | —     |
| Тур де Франс    | —     | —     | —     | 60    | —     | —     | —     |
| Вуелта а Еспања | 62    | 20    | —     | —     | 19    | —     | 62    |